# شرلوک هلمز: راز مومیایی
شرلوک هولمز: راز مومیایی(به انگلیسی: Sherlock Holmes: Mystery of the Mummy) نام بازی گرافیکی ماجرایی است که در استودیو فراگورز ساخته شد و در سال ۲۰۰۲ منتشر شد.در این بازی شرلوک هولمز به معمای عمارت لرد مانتکف، باستان شناس بریتانیایی رسیدگی می‌کند. دید این بازی اول شخص است.
این اولین بازی از سری بازی‌های ماجرایی شرلوک هولمز است که توسط استودیو فراگورز ساخته می‌شود.

## گیم‌پلی
نسخه اصلی بازی از دیدگاه اول شخص قابل بازی است. محیط بازی به صورت سه بعدی با استفاده از پس‌زمینه‌های از پیش رندر شده طراحی شده و حرکت در آن محدود است. بازیکن با استفاده از ماوس می‌تواند بین موقعیت‌های از پیش تعیین شده در محیط جابه‌جا شود. در طول بازی، بازیکن اشیاء مختلفی را جمع‌آوری می‌کند و یک دفترچه یادداشت، اطلاعات و اسناد یافت شده را ثبت می‌نماید. این اشیاء و اطلاعات برای حل معماهای بازی استفاده می‌شوند.
نسخه نینتندو دی‌اس بازی با عنوان "شرلوک هلمز: راز مومیایی" مجدداً از دید اول شخص و با استفاده از پس‌زمینه‌های از پیش رندر شده برای نمایش محیط سه بعدی بهره می‌برد. بازیکن از استایلوس هم برای تعامل با اشیاء محیط و هم برای حرکت استفاده می‌کند. دو صفحه نمایش دستگاه به ترتیب برای نمایش محیط بازی و لیست وسایل هلمز استفاده می‌شوند که بازیکن می‌تواند بین آنها جابه‌جا شود. بیشتر معماهای بازی حول محور باز کردن درهای قفل شده طراحی شده‌اند که نیازمند جمع‌آوری اشیاء خاص و استفاده از آنها به ترتیب صحیح هستند.
نسخه ویی بازی نیز در ابتدا برنامه‌ریزی شده بود که بسیاری از ویژگی‌های گیم پلی نسخه نینتندو دی‌اس را حفظ کرده و از کنترلر ویی ریموت و نانچاک استفاده می‌کرد. اما این نسخه در نهایت لغو شد و در هیچ منطقه‌ای منتشر نگردید.